# 아흐람

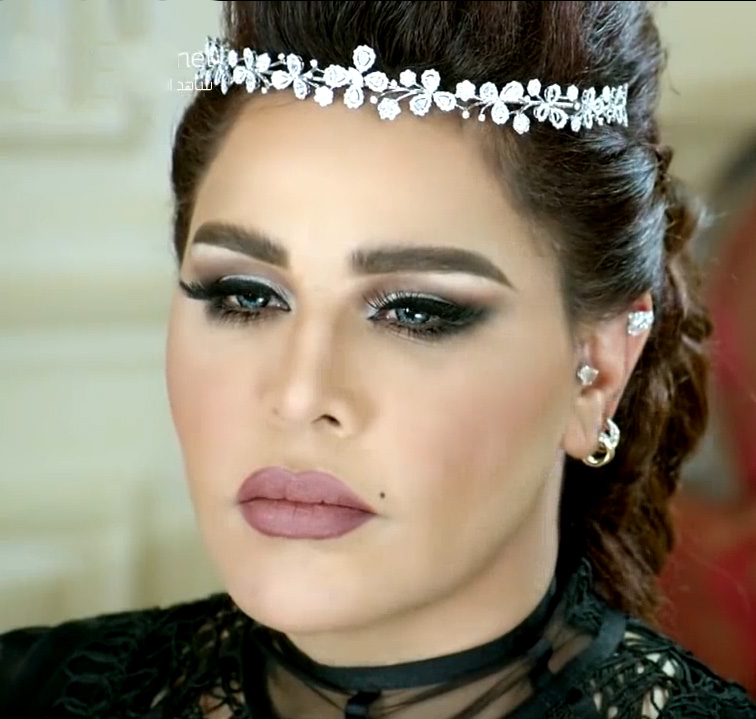

아흐람 알 알리 샴시(아랍어: أحلام علي الشامسي Ahlam Ali Al Shamsi[*], 1969년 2월 13일 ~)는 아랍에미리트의 가수이다. 아흐람(아랍어: أحلام Ahlam[*])으로 유명하다.